# Il Trionfo di Dori
Il Trionfo di Dori, en español El Triunfo de Dori, es una colección de 29 madrigales italianos publicada por Angelo Gardano en Venecia en 1592. En Inglaterra el modelo fue imitado de Thomas Morley en la colección The Triumphs of Oriana de 1601. En alemán la colección ha sido publicada como Musicalische Streitkrantzelein.
Característica de los cantos de la colección es el texto en común en la parte final, el cual se concluye siempre con la frase: «Viva la bella Dori», frase dedicada probablemente a la esposa de un  matrimonio de la alta sociedad.
La colección contiene cantos de algunos de los más notables compositores de la época: Giovanni Pierluigi de Palestrina, Alessandro Striggio (padre), Luca Marenzio, Giovanni Gabrieli y diversos otros compositores de la época del Madrigal.

## Los cantos de la colección[2]
| N. | Título                                | Compositor                       |
| -- | ------------------------------------- | -------------------------------- |
| 1  | Un giorno a Pale sacro                | Ippolito Baccusi                 |
| 2  | Dove sorge piacevole                  | Ippolito Sabino                  |
| 3  | Hor ch'ogni vento tace                | Horacio Vecchi                   |
| 4  | Se cantano gl'augelli                 | Giovanni Gabrieli                |
| 5  | Ninfe a danzar venite                 | Alfonso Preti                    |
| 6  | Leggiadre ninfe e pastorelli amanti   | Luca Marenzio                    |
| 7  | Vaghe ninfas selvagge                 | Giovanni de Macque               |
| 8  | All'apparir di Dori anzi del sole     | Oratio Colombani                 |
| 9  | Giunta qui Dori e patorelli amanti    | Giovanni Cavaccio                |
| 10 | Nel tempo che ritorna                 | Annibale Stabile                 |
| 11 | All'ombra d'un bel faggio             | Paolo Bozzi                      |
| 12 | Su le fiorite sponde                  | Tiburtio Massaino                |
| 13 | In una verde piaggia                  | Giammateo Asola                  |
| 14 | Smeraldi eran le rive il fium'argento | Giulio Eremita                   |
| 15 | Lungo le chiare linfe                 | Philippe de Monte                |
| 16 | Ove tra l'herbe e i fiori             | Giovanni Croce                   |
| 17 | Quando lieta vezzosa                  | Pietro Andrea Bonini             |
| 18 | Eran Ninfe e Pastori                  | Alessandro Striggio              |
| 19 | Piu transparente velo                 | Giovanni Florio                  |
| 20 | Di pastorali accenti                  | Leone Leoni                      |
| 21 | Sotto l'ombroso speco                 | Felice Anerio                    |
| 22 | L' inargentato lido                   | Gasparo Zerto                    |
| 23 | Quand'apparisti o vag'o amata Dori    | Ruggiero Giovanelli              |
| 24 | Mentr'a quest'ombr'intorno            | Gasparo Costa                    |
| 25 | Dori a quest'ombre e l'aura           | Lelio Bertani                    |
| 26 | Mentre pastori e ninfe                | Lodovico Balbi                   |
| 27 | Al mormorar dei liquidi cristalli     | Giovanni Gastoldi                |
| 28 | Da lo spuntar de matutini albori      | Costanzo Porta                   |
| 29 | Quando dal terzo cielo                | Giovanni Pierluigi de Palestrina |